# 让·德波
让·德波（法語：Jean Despeaux，1915年10月22日—1989年5月25日），生于巴黎，法国前男子拳击运动员。他曾代表法国参加1936年夏季奥林匹克运动会拳击比赛，获得男子中量级金牌。